# Curii
Légende :
♦Patricien, ♦Plébéien, ♦Consulaire, ♦Sénatorial, ♦Équestre
Gens et Liste des gentes romaines
Les Curii sont les membres de la famille plébéienne romaine gens Curia. Le nom de cette famille n'apparaît pas avant le début du IIIe siècle av. J.-C.

## Cognomina
Le seul cognomen de cette famille, sous la République, est Dentatus.

## Membres

### Sous la République
- Manius Curius, (v.-390 - ?);
  - Manius Curius, (v.-360 - ?);
    - Manius Curius Dentatus, (v.-330 - ap.-272), tribun de la plèbe en -298, consul en -290, -275 et -274, censeur en -272[1],[a 1];
      - ? (Manius Curius), (v.-300 - ?);
        - ? (Manius Curius), (v.-270 - ?);
          - Marcus Curius, (v.-230 - ap.-198), tribun de la plèbe en -198, il s'oppose au consulat de Titus Quinctius Flamininus[a 2].

### Sous le Principat
- Aulus Curius Rufus, soldat dans la XII cohorte urbaine de Rome[b 1].
- Publius Curius Servilius Draconis, scribe d'un questeur, chevalier romain[b 2].
- Cnaeus Curius Lycao, centurion dans la legio I Adiutrix[b 3].
- Titus Curius Salvianus, duumvir de Canusium avant l'an 223[b 4].
- Lucius Ovinius Curius Proculus Modianus Africanus, consul suffect vers 250[b 5].

## Pour approfondir